# مطبعة الفتح
مطبعة الفتح هي واحدة من أوائل المطابع في مدينة جدة والمملكة العربية السعودية، تأسست في مدينة جدة سنة 1930 (1349 هـ).

## التأسيس
تأسست مطبعة الفتح في مدينة جدة سنة 1930 (1349 هـ) على يد صاحبها الشيخ عبد الرحيم صدقة عبد الفتاح، وهو من أهالي جدة، اشتغل في فترة مبكرة من حياته مع محمد رمزي أفندي في المطبعة الشرقية، وتعلم منه فنون الطباعة من صفٍّ وتجهيز وتشغيل للآلات الطباعية اليدوية، حتى تمكن من الحرفة فاشترى منه واحدة من المطابع اليدوية التي كانت تدار باليد عبر عجلة كبيرة، وافتتح بها نواة مطبعته في وسط الحي التجاري بسوق الندى بمدينة جدة.

## المرحلة الأولى
كانت مطبعة الفتح في بداية تأسيسها تقع في حوش يقال له حوش الصبان في مواجهة مدخل قصر باناجه، واستمرت في الموقع المذكور مدة تزيد على العشرين عاماً تمثل المرحلة الأولى من مراحل تاريخ هذه المطبعة.

وخلال هذه المرحلة اعتمد الشيخ عبد الرحيم عبد الفتاح على تجهيزات طباعية بسيطة تكونت من المطبعة اليدوية التي اشتراها من محمد رمزي أفندي، ومطبعتين صغيرتين تداران بالرجل، أضاف اليهما فيما بعد مطبعة من طراز هايدلبرج تدار بالكهرباء عن طريق ماتور خاص لتوليد الكهرباء.

واستعان بعدد محدود من العاملين لايتجاوزون الأربعة، منهم السيد رضا سلامة وهو من أهالي جدة أيضاً.
وانحصرت أعمال المطبعة في تلك الفترة على تلبية حاجات التجار من الدفاتر والسجلات وطبع التقاويم والإعلانات وكافة المستلزمات التي تطلبها البيئة التجارية والمصارف والبيوت التجارية العريقة في المدينة، إذ كانت هذه المطبعة بعد إقفال مطبعة رمزي، هي المطبعة الوحيدة  التي تلبي حاجات مدينة جدة.
 
على أن تطوراً مهماً حدث في أعمال المطبعة حين أقدم الشيخ عبد الرحيم عبد الفتاح عام 1353 هـ (1934م) بعد حصوله على إذن رسمي بمزاولة الطباعة من وزارة الخارجية، وهي الجهة التي كانت مخوَّلة آنذاك لإصدار التصاريح بمزاولة الطباعة، على طباعة المؤلفات التراثية والفكرية، 

## منشوراتها
طبعت مطبعة الفتح عدة كتب:
 1-	ترجمة طوالع الهدى والفصل بتحذير المسلمين عن الإعلام بوقت الصلاة بضرب الناقور أو الطبل للشيخ محمد علي المالكي سنة 1353 هـ (1934).
2-	مبادئ دروس التوحيد لعبد الله بن مطلق الغزي سنة في عام 1353 هـ (1934).
3-	تاريخ القرآن وغرائب رسمه وحكمه للشيخ محمد طاهر الكردي سنة  1365 هـ (1945).
4-	دليل الطريق لحجاج بيت الله العتيق للشيخ عبده علي بن سالم العميري. وطبع بهامشه مسائل من أثمد العينين للعلامة أبي صبرين سنة 1370 هـ (1950).
5-	هبات القدير في أحكام الإحجاج بفعل الأجير سنة 1370 هـ (1950).
6-	المرام على مسك الختام سنة 1370 هـ (1950).
7-	الإتحاف في فضل الطواف لجمال الدين محمد البكري الشافعي سنة 1370 هـ (1950).
 8-	فضائل ماء زمزم للشيخ أحمد بن محمد بن شمس الدين المكيّ سنة 1370 هـ (1950).
9-	قصيدة ذكر الحج للسيد محمد بن إسماعيل الأمير العيتاني اليماني وشرحها للشيخ عبد التواب بن قمر الدين الهندي سنة 1370 هـ (1950).

## المرحلة الثانية
انتقلت مطبعة الفتح في المرحلة الثانية عام 1372 هـ (1952) بعد أن تحسنت أحوالها وزادت أعباؤها إلى موقع آخر بعمارة الأوقاف في حارة الشام بجوار قهوة الدكة، حيث انتقلت المطبعة الكهربائية من طراز هايدلبرج وأضيفت لها مطبعتان أُخريان حديثتان تُداران بالكهرباء،  مما وسع من إمكانات المطبعة إلى حد كبير، وأضيفت اليها تجهيزات مساندة من المقصات وآلات الترتيب والتوضيب، وتوسعت في إعداد العاملين والفنيين من المواطنين والمتعاقدين.
 
واستعان مؤسس المطبعة في تأمين احتياجاتها من الورق والأحبار والأدوات عن طريق الاستيراد من الشركات الأنكليزية عبر وكلائهم في شركة جلاتلي هنكي، كما أسهم السيد حسين حمادي في توريد بعض مستلزمات المطبعة من الخارج. وخلال هذه الفترة اعتمدت المطبعة على تنفيذ تعاقدات طباعية كبيرة للقطاع الأهلي والحكومي مما أدى إلى زيادة نشاطها، واستوجب ضرورة التوسع في تجهيزاتها المادية والبشرية.

وفي العام 1380 هـ (1960) أمكن بناء موقع خاص بالمطبعة خارج المنطقة التجارية في وسط المدينة وتحديداً في طريق المدينة المنورة بجوار مركز الشعلة، حيث تستقيم بالموقع المذكور واحدة من أقدم المطابع القائمة في مدينة جدة بعد أن جهزت بمطابع الأوفسيت والتجهيزات الآلية كافة، وتدار عن طريق الكوادر الوطنية المؤهلة.

## التلازم بين المطابع
يمكن ملاحظة وجود علاقة استمرار وتلازم وارتباط في التجهيزات قد وقعت بين أقدم ثلاث مطابع في جدة، فمطبعة الإصلاح التي تأسست في جدة عام 1909 على يد راغب مصطفى توكل، قد آلت إلى محمد رمزي أفندي بالشراء، وهو الذي أسس بها المطبعة الشرقية قبل عام 1925، وفي عام 1930 إشترى عبد الرحيم صدقة عبد الفتاح مطبعة رمزي اليدوية وأسس بها مطبعة الفتح، فالمطابع الثلاث يمكن أن تكون امتداداً لبعضها بعضاً فيما يتعلق بالتجهيزات الطباعية اليدوية الأساسية.
 
كما أن هناك علاقة ارتباط بين الطابعين، اذ عمل محمد رمزي أفندي مع راغب مصطفى توكل، كما عمل عبد الرحيم صدقة عبد الفتاح مع محمد رمزي أفندي،  يؤكد ذلك التلازم المهني ما حدث فيما بعد حين قام محمد رضا حسين سلامة وهو أحد العاملين السعوديين في مطابع الفتح من افتتاح مطبعته الخاصة في مدينة جدة، التي أطلق عليها مطبعة فضل الرحمن الوطنية لتعد بمثابة رابع مطبعة يتم تأسيسها في مدينة جدة عام 1371 هـ (1951).

## وصلات خارجية
- الموقع الرسمي